# VirtualBox
Oracle VM VirtualBox (conocido generalmente como VirtualBox) es un software de virtualización para arquitecturas x86/amd64. Actualmente es desarrollado por Oracle Corporation como parte de su familia de productos de virtualización.
Por medio de esta aplicación es posible instalar sistemas operativos adicionales, conocidos como «sistemas invitados», dentro de otro sistema operativo «anfitrión», cada uno con su propio ambiente virtual.
Entre los sistemas operativos soportados (en modo anfitrión) se encuentran GNU/Linux, Mac OS X, OS/2 Warp, Genode, Windows y Solaris/OpenSolaris, y dentro de ellos es posible virtualizar los sistemas operativos FreeBSD, GNU/Linux, OpenBSD, OS/2 Warp, Windows, Solaris, MS-DOS, Genode y muchos otros.
VirtualBox ofrece algunas funcionalidades idóneas, como la ejecución de máquinas virtuales de forma remota, por medio del Remote Desktop Protocol (RDP), soporte iSCSI, aunque estas opciones no están disponibles en la versión OSE.
En cuanto a la emulación de hardware, los discos duros de los sistemas invitados son almacenados en los sistemas anfitriones como archivos individuales en un contenedor llamado Virtual Disk Image, incompatible con los demás softwares de virtualización.
Otra de las funciones que presenta es la de montar imágenes ISO como unidades virtuales ópticas de CD o DVD, o como un disquete.
Tiene un paquete de controladores que permiten aceleración en 3D, pantalla completa, hasta 4 placas PCI Ethernet (8 si se utiliza la línea de comandos para configurarlas), integración con teclado y ratón.
Desde la versión 6.0, VirtualBox ya no es compatible con sistemas operativos anfitrión de 32 bits, pero sí se puede crear máquinas virtuales tanto de 32 bits como de 64 bits. El soporte para las versiones de la rama 5.2.x finalizó en julio de 2020, siendo las últimas versiones compatibles con sistemas operativos anfitrión de 32 bits.

## Historia
VirtualBox fue ofrecido inicialmente por "Innotek GmbH" de Weinstadt - Alemania, bajo una licencia de software privativo, pero en enero de 2007, después de años de desarrollo, surgió VirtualBox OSE (Open Source Edition) bajo la licencia GPLv2. Actualmente existe la versión privativa Oracle VM VirtualBox, que es gratuita únicamente bajo uso personal o de evaluación, y está sujeta a la "Licencia de uso personal y de evaluación de VirtualBox" (VirtualBox Personal Use and Evaluation License o PUEL). y la versión Open Source, VirtualBox OSE, que es software libre, sujeta a la licencia GPL.
Sun Microsystems adquirió Innotek GmbH en febrero de 2008.
Oracle Corporation adquirió Sun Microsystems en enero de 2010 y cambió la marca del producto a "Oracle VM VirtualBox".

## Incidencias
A lo largo de su historia VirtualBox ha presentado una serie de incidencias, de las cuales las más importantes han sido las siguientes:
- El 6 de noviembre de 2018 el investigador Sergey Zelenyuk publicó una vulnerabilidad que permite "escaparse" de la máquina virtual y tomar control del kernel de la máquina anfitrión.[10] Dicha situación ocurre solamente si se utiliza la tarjeta de red virtual utilizada por defecto al crear una máquina virtual y el modo de conexión está establecido en NAT.[11]